# 신생활 필화 사건
신생활 필화 사건은 1922년 11월 월간지 《신생활》(新生活)이 러시아의 10월 혁명 5주년 기념호를 발간하면서 사회주의와 노동 운동에 관련된 기사를 실었다가 관련자들이 구속되고 유죄를 선고받은 사건이다.
《신생활》은 1922년 3·1 운동에 민족대표 33인 중 한 명으로 참가했던 박희도가 사장을 맡아 김원벽 등  3·1 운동 참가자 출신의 기독교 청년 계열과 김명식, 정백, 신일용 등 좌파 계열이 연합하여 발간된 잡지이다.
문제가 된 기사들은 신생활사 주필인 김명식의 〈로서아혁명 오주년 기념〉을 비롯하여 〈오년전의 금일을 회고〉(신일용), 〈자유 노동 조합 결성의 취지〉(이항발), 〈민족운동과 무산계급의 전술〉(유진희) 등이었다.
이 사건으로 열린 재판은 '한국 최초의 사회주의 재판'으로 불리고 있으며, 변호는 일제강점기의 유명 변호사들인 최진, 이승우, 허헌, 변영만, 이한길, 박승빈, 김찬영이 맡았다. 《신생활》은 자진 폐간 형식을 빌어 폐간되고 박희도와 김명식 등 관련자들은 징역형을 선고 받고 복역했다.

## 참고자료
- 박종린, 한국의 사회주의: 인물(1)/ 꺼지지 않은 불꽃, 송산 김명식, 《진보평론》 제2호 (1999년 겨울)
- 박원순 (2003년 12월 3일). 〈일제시대의 인권변론〉. 《역사가 이들을 무죄로 하리라》. 서울: 두레. ISBN 8974430614.